# Jorge Molina
Jorge Molina, né le 22 avril 1982 à Alcoy, est un footballeur espagnol évoluant au poste d'avant-centre.

## Biographie
Le 25 août 2020, Molina signe au Grenade CF pour deux saisons. En décembre 2021, âgé de 39 ans, il inscrit un triplé contre le RCD Majorque qui fait de lui le plus vieux joueur de Liga à réaliser une telle performance. Par la même occasion, il devient le plus vieux joueur à inscrire un triplé dans les 5 grands championnats

## Palmarès

### En club
- Benidorm CD
  - Vainqueur du Groupe 6 de Tercera División en 2003 et 2004.
- Betis Séville
  - Vainqueur de la Liga Adelante en 2011.

### Distinctions personnelles
- Meilleur buteur de Liga Adelante en 2010 (26 buts).